# 狐魅家族日記簿
《狐魅家族日記簿》是荒井切利的四格漫畫作品，連載于芳文社發行的《Manga Time Kirara MAX》2004年7月号至2012年8月号。中文版由尚禾出版社出版發行。

## 作品簡介
本作描寫運氣不好卻個性開朗的女性金子幸在妖怪們居住的公寓中的日常生活。

## 登場人物
金子幸
本作主角。23歲的女性，但外表年幼，看起來像中小學生。住在充滿妖怪的公寓，不過從前曾住過會出現幽靈、腐爛屍體的房子，對此毫不在意。基本上運氣很差，個性還是十分樂觀開朗。老家是大家族，有一個哥哥，兩個弟弟，三個妹妹（三胞胎），還有嫂嫂和姪女。常為了支持家庭而出外工作，鍛鍊出和外表不相符的力氣，能徒手捏碎蘋果。個性沉穩，但對沒用大人阿壹十分嚴格。
阿壹
小幸的室友。真實身分為座敷童子，不知道怎麼成長為大人，帶來的幸運也因此減弱到剩下能在路上撿到零錢的程度。在大白天就在喝酒，整天只想著吃和玩的沒用大人。明明是座敷童子卻又會任意出門。最近發現只要禁酒就能夠恢復相對比例的年齡而暫時變回小孩，卻在吃了含有酒精的甜點後恢復原狀。此外，變回小孩子後座敷童子的力量依舊沒有恢復。
岡田薰。
公寓房東兼繪本作家。普通的人類男性。喜歡童話般的事物，能和妖怪們住在一起感到十分開心，卻害怕靈異現象。由於在家裡工作，而常被稱作家裡蹲。遇到瓶頸時會以沉重的表情在城裡徘徊，或企圖吸引妖精，看起來像可疑人物。因為筆名（KAORU）與作風的關係，常常被讀者誤會為女性。有時候會把小幸當成小矮人。討厭以金錢為目的接近男性的女性，一下子就能夠看穿並遠離她。
小膿。
代替掛名房東薰管理公寓，並擔任公寓負責人。外表和言行給人古代日本優雅女性的感覺，實際上是狗變身的犬女。薰小時候在她受傷時對她伸出援手，後來就在薰的身邊幫忙。外表沉穩，就算是生氣也只會靜靜表現出來。雖然是混種約克夏的小型犬，卻有足以擊敗土佐犬的強大戰鬥力。
本人說法:因為有按時接種狂犬病及其它預防針，所以被咬也不用怕生病。
北野篝火。
公寓房客，雪女。似乎活了好幾百年，外表看起來卻還是個小學生。年齡話題是禁忌，過去經歷也充滿謎團。人生經驗豐富，曾經和很多男性交往過。現在十分享受小學生活，在小學中也很受男生歡迎。在公寓中最年長，有大姐風範。
真壁詩織。
公寓房客，長頸妖（轆轤首）。外表是普通女性，看不出是妖怪，連本人都是在成人後被母親告知才曉得。受驚嚇時脖子會伸長。對蒼太一見鍾情，不過因為個性內向而還有很長的一段路要走。喜歡喝油。
長谷川珠季。
公寓房客，貓又。外表是女高中生，實際年齡不明。因為是貓所以常常突然消失。和溝火一樣男性經驗豐富，會配合對象改變自己的興趣。和詩織一樣喜歡油。
藤原未香
公寓的新房客，窮神。和篝火為舊識。和未香交往的男性會自然而然的送她禮物而變窮。雖然這和未香的意志無關，卻因為窮神的自尊而會積極接近有錢人，收到的禮物也不會退回去。因此薰認為她是只對錢有興趣的女性而避著她。
零
不知為何居住在附近公園的土管中的座敷童子女孩。外表是標準的座敷童子，能看見她的只有一部分小孩和很稀少的大人。以前就認識阿壹，同樣是座敷童子互相是對方為對手，關係並不好。遇到阿壹時都會和他吵架，兩個人給人的感覺就好像小孩子吵架一樣。
內村蒼太
小幸任職公司社長的兒子。沒有才能卻想組樂團，放棄後進入公司工作。19歲，比小幸年少，卻常纏著小幸要她多對危險提高警覺。提醒她的原因是對她的好意。

## 出版書籍
| 卷數 | 芳文社         | 芳文社                 |
| 卷數 | 發售日期       | ISBN                   |
| ---- | -------------- | ---------------------- |
| 1    | 2006年2月11日  | ISBN 4-8322-7559-3     |
| 2    | 2007年5月28日  | ISBN 978-4-8322-7629-1 |
| 3    | 2008年9月27日  | ISBN 978-4-8322-7733-5 |
| 4    | 2009年12月26日 | ISBN 978-4-8322-7873-8 |
| 5    | 2011年5月27日  | ISBN 978-4-8322-4031-5 |
| 6    | 2012年8月10日  | ISBN 978-4-8322-4170-1 |